# Philippe Alliot
Philippe René Gabriel Alliot (Voves, na região de Eure-et-Loir, 27 de julho de 1954) é um ex-automobilista de Fórmula 1 que correu na categoria de 1984 a 1990 e retornou em 1993 e 1994. Ele correu pela RAM, Ligier, Larrousse e McLaren.

## Como tudo começou
Alliot competiu durante 1976 e 1977 na Fórmula Renault e ganhou o campeonato de 1978, na equipe BP Racing. Ainda com essa equipe ele ganhou o campeonato francês de Fórmula Renault e foi para a Fórmula 3 francesa. Terminou em terceiro lugar em sua primeira corrida e foi disputar o campeonato europeu de Fórmula 3 em 1980. Em 1983, se mudou para a Fórmula 2 mas foi destaque nas manchetes daquele ano quando terminou em terceiro lugar no 24 Horas de Le Mans com Michael Andretti e Mario Andretti em um Kremer Porsche.

## A chegada à F-1
Em 1984, já aos 29 anos, ele se uniu à equipe RAM de Fórmula 1, mas não obteve muito sucesso. Ficou na equipe até 1985, quando a RAM fechou as portas, deixando Alliot "a pé". Depois que o veterano Jacques Laffite se feriu no Grande Prêmio da Grã-Bretanha de 1986, Alliot o substituiu na Ligier, onde mostrou um melhor desempenho. Em 1987 foi para a Larrousse, onde em 1988 sofreu um horroroso acidente nos treinos do GP do México. O francês Philippe Alliot perdeu o controle no seu Lola e bateu com força no muro dos boxes e desintegrou-se completamente, à exceção da célula de sobrevivência, o que salvou-o. Apesar de abalado, Alliot recuperou-se rapidamente, e o carro foi reconstruído, e fez parte da corrida! Contudo, um problema de suspensão fez com desistisse logo na primeira volta.[carece de fontes?] Ele permaneceu na Larrousse em 1989, mas retornou à Ligier em 1990, ganhando a reputação de causador de acidentes. Trocou a Fórmula 1 pela corrida com carros esportivos no início da década de 1990 e obteve considerável sucesso com a equipe Peugeot, dirigida por Jean Todt. Retornou à Fórmula 1 em 1993, retornando para a Larrousse, antes de atuar como piloto de prova da McLaren no ano seguinte (1994). Chegou a fazer o GP da Hungria, em função da suspensão do finlandês Mika Häkkinen, apontado como culpado pelo acidente na largada do GP da Alemanha. Alliot disputou mais uma corrida, o GP da Bélgica pela Larrousse nesse ano, no lugar do monegasco Olivier Beretta, que havia sido demitido. Na corrida, Alliot abandonou com 11 voltas com problemas no motor. Esta foi sua última corrida na Fórmula 1.
Depois de ter abandonado a Fórmula 1, Alliot arriscou uma carreira política, sem muito sucesso. Foi comentarista esportivo na televisão e competiu em corridas no gelo e no Rali Dakar, mas terminou por formar a sua própria equipe de Grand tourer.
Atualmente, Alliot é dono de um kartódromo próximo a Reims. O brasileiro Luiz H. Penchiari diz que "foi até o kartódromo e, apesar de ser o único do Brasil de 20 pessoas, Alliot fez a questão de sentar ao seu lado no almoço e falou o tempo inteiro sobre Ayrton Senna, já que os dois pilotos correram na mesma época".

## Fórmula 1[1]
(legenda)
| Ano  | Nome Oficial da Equipe      | Chassis        | Motor                 | 1         | 2         | 3         | 4         | 5         | 6         | 7         | 8         | 9         | 10        | 11        | 12        | 13        | 14        | 15        | 16        | Pontos | Posição  |
| ---- | --------------------------- | -------------- | --------------------- | --------- | --------- | --------- | --------- | --------- | --------- | --------- | --------- | --------- | --------- | --------- | --------- | --------- | --------- | --------- | --------- | ------ | -------- |
| 1984 | Skoal Bandit Formula 1 Team | RAM 02         | Hart 415T L4 Turbo    | BRA Ret P | RSA Ret P | BEL NQ P  | SMR Ret P | FRA Ret P | MON NQ P  | CAN 10º P | USE Ret P | DAL DNS P | GBR Ret P | GER Ret P | AUT 11º P | NED 10º P | ITA Ret P | EUR Ret P | POR Ret P | 0      | NC (30º) |
| 1985 | Skoal Bandit Formula 1 Team | RAM 03         | Hart 415T L4 Turbo    | BRA 9º P  | POR Ret P | SMR Ret P | MON NQ P  | CAN Ret P | USA Ret P | FRA Ret P | GBR Ret P | GER Ret P | AUT Ret P | NED Ret P | ITA Ret P | BEL Ret P | EUR Ret P | RSA       | AUS       | 0      | NC (28º) |
| 1986 | Equipe Ligier               | Ligier JS27    | Renault EF15 V6 Turbo | BRA       | ESP       | SMR       | MON       | BEL       | CAN       | USE       | FRA       | GBR       | GER Ret P | HUN 9º P  | AUT Ret P | ITA Ret P | POR Ret P | MEX 6º P  | AUS 8º P  | 1      | 19º      |
| 1987 | Larrousse Calmels           | Lola LC87      | Ford Cosworth DFZ V8  | BRA       | SMR 10º G | BEL 8º G  | MON Ret G | USA Ret G | FRA Ret G | GBR Ret G | GER 6º G  | HUN Ret G | AUT 12º G | ITA Ret G | POR Ret G | ESP 6º G  | MEX 6º G  | JAP Ret G | AUS Ret G | 3      | 17º      |
| 1988 | Larrousse Calmels           | Lola LC88      | Ford Cosworth DFZ V8  | BRA Ret G | SMR 17º G | MON Ret G | MEX Ret G | CAN 10º G | USA Ret G | FRA Ret G | GBR 14º G | GER Ret G | HUN 12º G | BEL 9º G  | ITA Ret G | POR Ret G | ESP 14º G | JAP 9º G  | AUS 10º G | 0      | NC (24º) |
| 1989 | Larrousse Calmels           | Lola LC88      | Lamborghini 3512 V12  | BRA 12º G |           |           |           |           |           |           |           |           |           |           |           |           |           |           |           | 1      | 29º      |
| 1989 | Equipe Larrousse            | Lola LC88      | Lamborghini 3512 V12  |           | SMR Ret G |           |           |           |           |           |           |           |           |           |           |           |           |           |           | 1      | 29º      |
| 1989 | Equipe Larrousse            | Lola LC89      | Lamborghini 3512 V12  |           |           | MON Ret G | MEX NC G  | USA Ret G | CAN Ret G | FRA Ret G | GBR Ret G | GER Ret G | HUN NPQ G | BEL 6º G  | ITA Ret G | POR 9º G  | ESP 6º G  | JAP Ret G | AUS Ret G | 1      | 29º      |
| 1990 | Ligier Gitanes              | Ligier JS33B   | Ford Cosworth DFR V8  | USA EXC G | BRA 12º G | SMR 9º G  | MON Ret G | CAN Ret G | MEX 18º G | FRA 9º G  | GBR 13º G | GER DSQ G | HUN 14º G | BEL NQ G  | ITA 13º G | POR Ret G | ESP Ret G | JAP 10º G | AUS 11º G | 0      | NC (23º) |
| 1993 | Larousse F1                 | Larrousse LH93 | Lamborghini 3512 V12  | RSA Ret G | BRA 7º G  | EUR Ret G | SMR 5º G  | ESP Ret G | MON 12º G | CAN Ret G | FRA 9º G  | GBR 11º G | GER 12º G | HUN 8º G  | BEL 12º G | ITA 9º G  | POR 10º G | JAP       | AUS       | 2      | 17º      |
| 1994 | Marlboro McLaren Peugeot    | McLaren MP4/9  | Peugeot A6 V10        | BRA       | PAC       | SMR       | MON       | ESP       | CAN       | FRA       | GBR       | GER       | HUN Ret G |           |           |           |           |           |           | 0      | NC (43º) |
| 1994 | Tourtel Larrousse F1        | Larrousse LH94 | Ford HB V8            |           |           |           |           |           |           |           |           |           |           | BEL Ret G | ITA       | POR       | EUR       | JPN       | AUS       | 0      | NC (43º) |

### 24 Horas de Le Mans[2]
| Ano  | Equipe                  | Nº | Co-Pilotos                               | Chassi                             | Pneus | Classe       | Voltas | Posição Geral | Posição Na Categoria |
| Ano  | Equipe                  | Nº | Co-Pilotos                               | Motor                              | Pneus | Classe       | Voltas | Posição Geral | Posição Na Categoria |
| ---- | ----------------------- | -- | ---------------------------------------- | ---------------------------------- | ----- | ------------ | ------ | ------------- | -------------------- |
| 1981 | BMW Italia BMW France   | 51 | Bernard Darniche Johnny Cecotto          | BMW M1 Gr. 5                       | D     | Gr.5 SP +2.0 | 277    | 16º           | 3º                   |
| 1981 | BMW Italia BMW France   | 51 | Bernard Darniche Johnny Cecotto          | BMW M88 3.5L I6                    | D     | Gr.5 SP +2.0 | 277    | 16º           | 3º                   |
| 1983 | Porsche Kremer Racing   | 21 | Mario Andretti Michael Andretti          | Porsche 956                        | G     | C            | 364    | 3º            | 3º                   |
| 1983 | Porsche Kremer Racing   | 21 | Mario Andretti Michael Andretti          | Porsche Type-935 2.6L Turbo Flat-6 | G     | C            | 364    | 3º            | 3º                   |
| 1986 | John Fitzpatrick Racing | 55 | Paco Romero Michel Trollé                | Porsche 962C                       | G     | C1           | 312    | 10º           | 8º                   |
| 1986 | John Fitzpatrick Racing | 55 | Paco Romero Michel Trollé                | Porsche Type-935 2.6L Turbo Flat-6 | G     | C1           | 312    | 10º           | 8º                   |
| 1990 | Porsche Kremer Racing   | 11 | Patrick Gonin Bernard de Dryver          | Porsche 962CK6                     | Y     | C1           | 319    | 16º           | 16º                  |
| 1990 | Porsche Kremer Racing   | 11 | Patrick Gonin Bernard de Dryver          | Porsche Type-935 3.0L Turbo Flat-6 | Y     | C1           | 319    | 16º           | 16º                  |
| 1991 | Peugeot Talbot Sport    | 5  | Mauro Baldi Jean-Pierre Jabouille        | Peugeot 905                        | M     | C1           | 22     | DNF           | DNF                  |
| 1991 | Peugeot Talbot Sport    | 5  | Mauro Baldi Jean-Pierre Jabouille        | Peugeot SA35 3.5L V10              | M     | C1           | 22     | DNF           | DNF                  |
| 1992 | Peugeot Talbot Sport    | 2  | Mauro Baldi Jean-Pierre Jabouille        | Peugeot 905 Evo 1B                 | M     | C1           | 345    | 3º            | 3º                   |
| 1992 | Peugeot Talbot Sport    | 2  | Mauro Baldi Jean-Pierre Jabouille        | Peugeot SA35 3.5L V10              | M     | C1           | 345    | 3º            | 3º                   |
| 1993 | Peugeot Talbot Sport    | 2  | Mauro Baldi Jean-Pierre Jabouille        | Peugeot 905 Evo 1B                 | M     | C1           | 367    | 3º            | 3º                   |
| 1993 | Peugeot Talbot Sport    | 2  | Mauro Baldi Jean-Pierre Jabouille        | Peugeot SA35 3.5L V10              | M     | C1           | 367    | 3º            | 3º                   |
| 1995 | GTC Gulf Racing         | 25 | Pierre-Henri Raphanel Lindsay Owen-Jones | McLaren F1 GTR                     | M     | GT1          | 77     | DNF           | DNF                  |
| 1995 | GTC Gulf Racing         | 25 | Pierre-Henri Raphanel Lindsay Owen-Jones | BMW S70 6.1L V12                   | M     | GT1          | 77     | DNF           | DNF                  |
| 1996 | Courage Compétition     | 3  | Didier Cottaz Jérôme Policand            | Courage C36                        | M     | LMP1         | 215    | DNF           | DNF                  |
| 1996 | Courage Compétition     | 3  | Didier Cottaz Jérôme Policand            | Porsche Type-935 3.0L Turbo Flat-6 | M     | LMP1         | 215    | DNF           | DNF                  |
| 2003 | Courage Compétition     | 61 | David Hallyday Carl Rosenblad            | Courage C65                        | M     | LMP675       | 41     | DNF           | DNF                  |
| 2003 | Courage Compétition     | 61 | David Hallyday Carl Rosenblad            | JPX 3.4L V6                        | M     | LMP675       | 41     | DNF           | DNF                  |